# John Marascalco
John S. Marascalco, (Grenada, 27 maart 1931) is een Amerikaanse songwriter, producent en uitgever in de genres rhythm-and-blues, rock-'n-roll en surf.

## Geschiedenis
John Marascalco bekwaamde zich al aan de highschool van zijn geboortestad in songwriting. Een van zijn eerste pogingen was een countryachtige versie van Rip It Up. Toen hij in 1955 de eerste opnamen hoorde van Elvis Presley voor Sun Records op de radio, bezocht hij in april een concert van de aankomende ster in Charleston en speelde hem de titel voor in de backstage. De song sloeg aan bij Elvis en hij stuurde de songwriter naar Memphis, waar deze het echter niet met de labelbaas Sam Phillips over een auteurscontract eens kon worden. Niettemin organiseerde Marascalco twee weken later een concert voor Presley in zijn geboortestad Grenada. Elvis nam Rip It Up pas enkele jaren later op voor RCA Records. Via het contact met Sam Phillips kon Marascalco later nog zijn in 1957 door Billy Lee Riley opgenomen compositie Wouldn't You Know en Dance With Me Honey plaatsen bij Sun Records, waarvan slechts de eerstgenoemde tot publicatie kwam.
Na de eerste mislukte poging bij Sun Records werd Marascalco opmerkzaam op Little Richard, toen hij diens single Long Tall Sally (1956) hoorde op de radio. Hij schreef voor hem Ready Teddy en presenteerde de song aan Little Richards producent Bumps Blackwell voor de publicatie bij Specialty Records. Deze vroeg naar meerdere composities en Marascalco werkte Rip It Up iets bij voor de extraverte zanger. Bij beide songs liet de arrangeur Blackwell zich als co-auteur registreren. Een verdere co-productie was Good Golly Miss Molly, met Leo Price schreef hij Send Me Some Lovin' en met Maybelle Jackson Heeby-Jeebies. Voor I Got It van Little Richard bedacht Marascalco een nieuwe tekst en het nieuwe nummer She's Got It. Andere Marascalco-composities bij Specialty Records waren Rock 'n' Roll Dance (1956) van Lloyd Price en (Everytime I Hear) That Mellow Saxophon (1956) van Roy Montrell, dat zich ontwikkelde tot een r&b-standard.
De ondervindingen bij Specialty Records gebruikte Marascalco, toen hij aan het begin van de jaren 1960 als songwriter en producent een eigen label oprichtte en leidde, waaronder Infinity Records, Lola Records, Cree-Jam Records, JC Records, Sabrina Records en Ruby-Doo Records, wiens songs hij bij zijn muziekuitgeverij Robin Hood Music voor een groot deel zelf uitgaf. Hij werkte met enkele fameuze muzikanten in diens vroege carrière, waaronder The Burnette Brothers, de songwriters Tommy Boyce en Bobby Hart en George Motola in Hollywood. Bekende nummers zijn Bertha Lou van Dorsey Burnette voor Sun Records, Be My Guest van Fats Domino voor Imperial Records en Goodnight My Love (Pleasant Dreams) van Jesse Belvin voor Modern Records.
Als producent en uitgever was Marascalco rond 1963 ook betrokken bij de ontwikkeling van de surf- en garagerock. Aldus was hij met Richard Delvy van The Challengers betrokken bij de opkomst van de surf-klassieker Wipe Out van The Surfaris. Hij steunde bovendien de jonge Harry Nilsson financieel, wiens carrière hij samen met Scott Turner aanstuurde. Samen schreven en publiceerden ze Nilssons vroege single onder meerdere pseudoniemen, waaronder de titel Groovy Little Suzie, die door Little Richard werd bewerkt, Baa Baa Blacksheep en All for the Beatles. Zijn producties promootte Marascalco op de radio via de Iers-Amerikaanse DJ Godfrey Kerr, wiens eigen opname The Trip hij uitbracht bij Cee-Jam Records. Andere artiesten, waarover Marascalco zich ontfermde en bij zijn eigen label publiceerde, waren bijvoorbeeld The Electras met de doowop-song Ten Steps to Love en Cant You See It In My Eyes en The Jaguars, wiens song Charlena hij publiceerde. In 1975 verscheen met Back Door Sally een Marascalco-compositie op Keith Moons enige soloalbum Two Sides of the Moon.